# Rolandas Matiliauskas
Rolandas Matiliauskas (* 20. Jahrhundert) ist ein ehemaliger litauischer Politiker und Minister. 
Vom 4. Dezember 1996 bis zum 19. Februar 1997 arbeitete er als  Finanzminister im Kabinett Vagnorius II unter Leitung vom konservativen Politiker Gediminas Vagnorius (* 1957). Matiliauskas war mit 29 Jahren zweitjüngster litauischer Minister und jüngster litauischer Finanzminister. Er trat nach dem Skandal wegen des nicht zurückgezahlten Kredits von der Bank Kredito bankas zurück. Danach arbeitete Matiliauskas als Cheffinanzist im litauischen Unternehmen  UAB "Interfarma".